# Magyar Boldog Pál
Magyar Boldog Pál, Magyar Pál, Magyarországi Pál vagy latinul Magister Paulus Hungarus (Magyar Királyság, 1180 körül – Kunország, 1241. február 10.) magyar származású egyetemi oktató, domonkos rendi szerzetes, prédikátor, egyházszervező, mártír. A római katolikus egyház boldogja.

## Élete

### Fiatalkora
Pál születési helyét és pontos idejét nem ismerjük. Annyi azonban bizonyos, hogy magyar nemesi család sarjaként látta meg a napvilágot, s mindez lehetővé tette számára, hogy ifjúként eljuthatott Bolognába, ahol a kor legpatinásabb egyetemén kánonjogi doktorátust szerzett. Pál később éveken át tanított az egyetemen, de amikor Szent Domonkos prédikált a városban, a szent életű szerzetes szavai olyan hatással voltak Pálra, hogy szinte azonnal belépett a domonkos rendbe. Erről az tanúskodik, hogy 1219 második felében három másik rendtársával részt vett egy telekvásárlás hitelesítésénél. Egy másik adásvételi szerződésben (1221. január 13.) már mint a bolognai Szent Miklós-egyház kollégiumának perjele és egyetemének rektora szerepelt.

### A Domonkos-rendtartomány megalakítása Magyarországon
Szent Domonkos fantáziát látott az újdonsült szerzetesben, mivel általa óhajtotta szerzetesrendjét Magyarországon is elterjeszteni. Ennek eredményeképpen Pált négy szerzetestárs kíséretében 1221 pünkösdjének idején az országba küldte. 
Pál buzgóságtól égve, kiváló műveltséggel és ékesszólással jött Magyarországra, mint a domonkos rend első magyar apostola és Isten igéjének választott harcosa. Rendkívüli szónoki tehetsége miatt a szó mesterének (dux verbi) megtisztelő címével ruházták fel követői.
Legelőször Győrött, majd Veszprémben, azután még több helyütt is alapítottak monostorokat. A rend a királyság területén csakhamar olyan nagy népszerűségre tett szert, hogy még az ausztriai tartományok is innen népesültek be szerzetesekkel.

### A kunok megtérítése
Mivel a rend fő rendeltetése az eretnekek megtérítése volt, így Pál is inkább a pogányok és az eretnekek megtérítése felé fordította a tekintetét, s ennek eredményeként legelőször Boszniába ment társaival az ottani bogumil (patarénus) eretnekség felszámolása érdekében. Ezen feladatánál azonban még fontosabb volt a kunok megtérítése, akik Magyarország keleti határainál éltek meglehetősen nagy számban. Első útjuk során a kunok elűzték a hittérítőket, azonban a szerzetesek hónapokkal később ismét visszatértek a területre, de ekkor is kudarcot vallottak. Harmadik alkalommal már sikerült megnyerniük maguknak a kunok két jelentős vezérét, Brutust és Bibrechet. Érdekesség, hogy Bibrechnek az akkori magyar király, II. András lett a keresztapja. A kereszténység kunok közötti térnyerése okán hamarosan megalakult a kun püspökség és káptalan. IV. Béla székesegyházat és püspöki palotát építtetett.

### A tatárjárás és Pál halála
Pál közel húsz éven keresztül tanította Jézus Krisztus igéjére a kunokat. Amikor 1241-ben a tatárok betörtek Kunországba, Pálnak és társainak menekülnie kellett. Februárban a mongol csapatok Bedzsak vezetésével a Szeret-folyó mentén dél felé tartottak, elpusztították a milkói püspökséget. A tatárok a szentéletű Pálra néhány társával együtt egy templomban leltek rá, s itt is gyilkolták meg. Pált egy lándzsával ledöfték, és fejét szétzúzták.

### Halála után
Halála után a kunok apostola néven kezdték emlegetni, s mint vértanút több helyütt is szentként kezdték el tisztelni.

## Művei
- Summa de p(o)enitentia (Gyóntatási kézikönyv) (1221)[* 6][* 7]
- Notabilia Primae et Secundae Compilationis[5][* 8]
- III. Compilatio